# March CG 891
La March CG891 è la vettura con cui la scuderia Leyton House March Racing Team corse la stagione 1989 del Campionato del Mondo di Formula 1. Guidata da Maurício Gugelmin e da Ivan Capelli, si rivelò una vettura molto fragile e decisamente difficile da portare al limite, nonostante la presenza di Adrian Newey e Gustav Brunner tra i progettisti. Il telaio venne nominato CG in memoria di Cesare Gariboldi, manager della scuderia scomparso a seguito di un incidente stradale, che strinse amicizia proprio con Capelli.

## Risultati
| 1989 | Squadra                        | Gomme | Piloti                | BRA | SMR | MON | MES | USA | CAN | FRA | GBR | GER | UNG | BEL | ITA | POR | SPA | GIA | AUS | Punti | WCC |
| ---- | ------------------------------ | ----- | --------------------- | --- | --- | --- | --- | --- | --- | --- | --- | --- | --- | --- | --- | --- | --- | --- | --- | ----- | --- |
| 1989 | Leyton House March Racing Team | G     | 15. Maurício Gugelmin | 3   | Rit |     |     |     |     |     |     |     |     |     |     |     |     |     |     | 4     | 12  |
| 1989 | Leyton House March Racing Team | G     | 16. Ivan Capelli      | Rit | Rit |     |     |     |     |     |     |     |     |     |     |     |     |     |     | 0     | 12  |